# Meprotyksol
Meprotyksol, meprotiksol – organiczny związek chemiczny, pochodna tioksantenu. Opatentowany został w roku 1959.
Farmakologicznie związek wykazuje działanie przeciwkaszlowe, przy jednoczesnym niewielkim efekcie depresyjnym.